# Seerhein
El Seerhein (original en alemán, lit. 'Rin del lago') es un canal interlacustre de unos cuatro kilómetros de largo localizado  en la cuenca del lago de Constanza. Conecta el lago Ober, del que es el emisario único, y el lago Unter, del que es el principal afluente. El nivel del agua del lago inferior está unos 30 cm por debajo del nivel del lago superior. Se considera parte del Rin, que desemboca en el lago de Constanza como Rin Alpino y sale del lago como Alto Rin. El Seerhein surgió después de la última edad de hielo (la glaciación de Würm, alrededor de 9650 a. C.). Algún tiempo después de ese momento, el nivel del agua del lago de Constanza descendió gradualmente unos diez metros y las partes poco profundas se secaron. Algunas partes del Seerhein todavía tienen un carácter un poco de  lago.
La frontera entre Alemania y Suiza corre por el centro del tramo inferior del río; la ciudad alemana de Constanza, la comunidad más grande sobre el río, se sitúa a ambos lados de la parte superior.

## Localización

### General

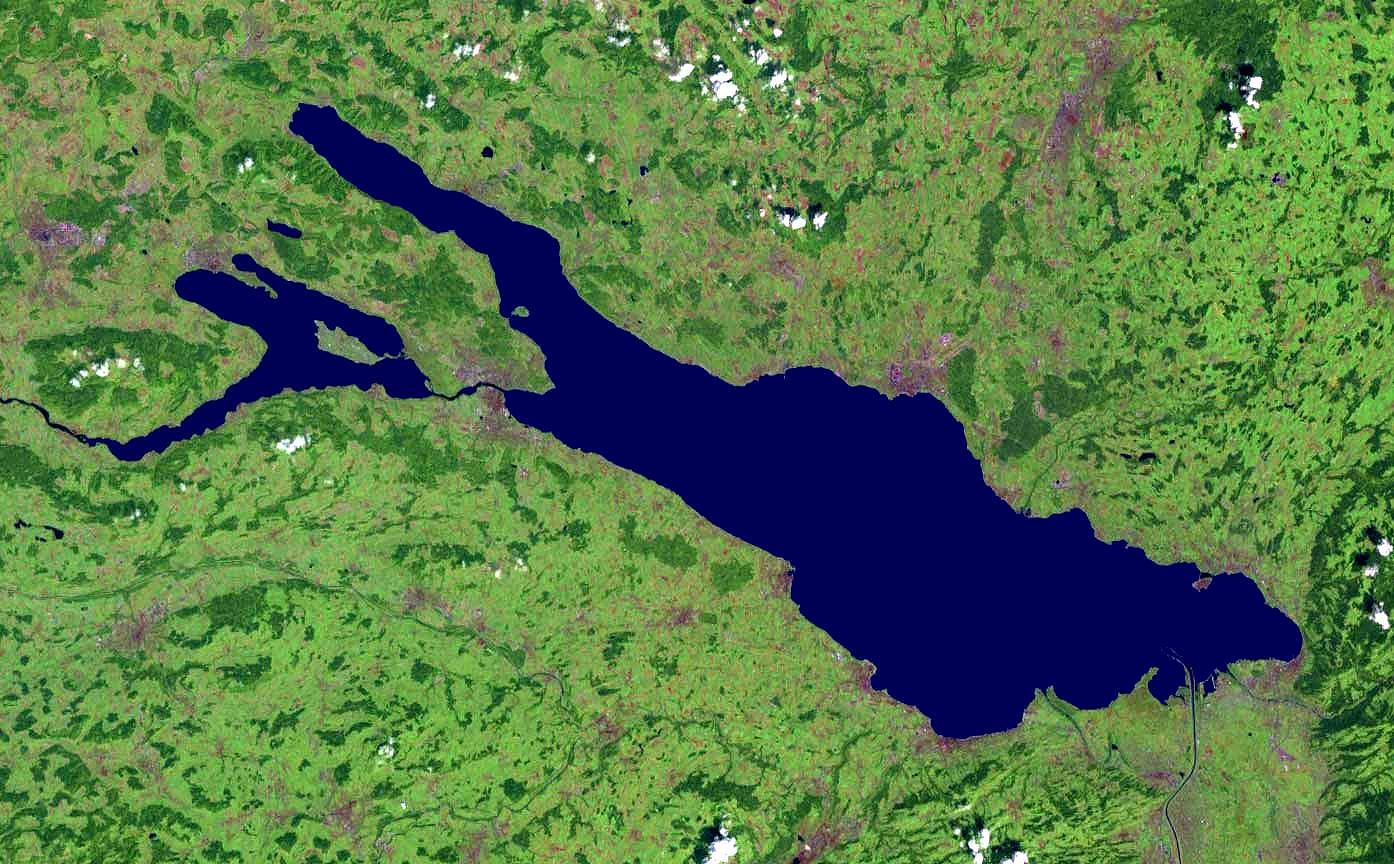
Imagen de satélite de la cuenca del lago de Constanza. Entre el lago Ober, más grande, y el lago Unter, más pequeño, se puede ver el Seerhein.

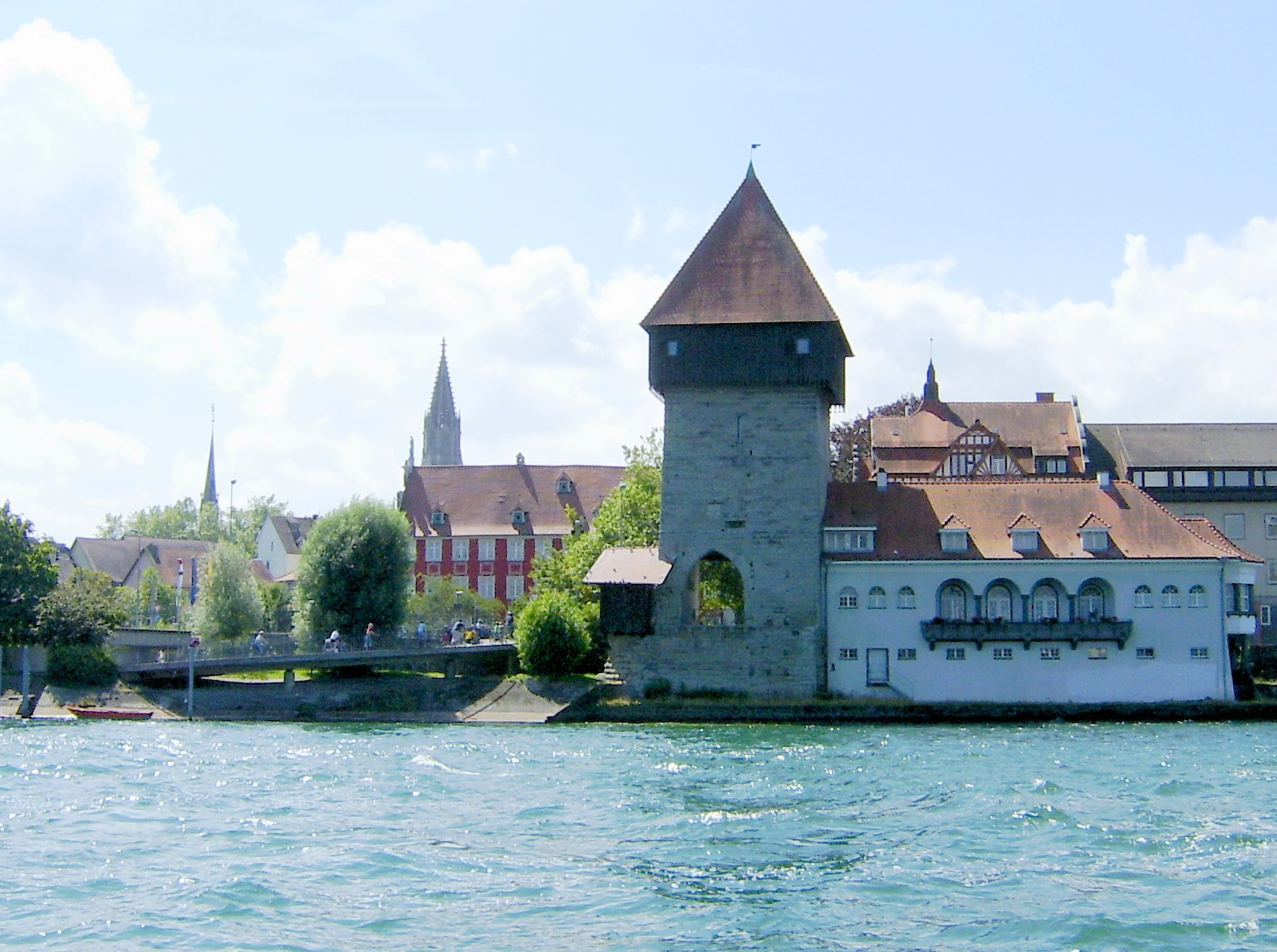
La Torre de la Puerta del Rin. El viejo puente sobre el Rin comenzaba en esta puerta.The old bridge across the Rhine began at this gate.

El Seerhein se extiende a lo largo de 4,3 km desde el antiguo puente que cruza el Rin en Constanza, en el este, hasta la isla de Triboldingerbohl en el oeste. Hay unos estrechos canales laterales entre esta isla, la isla de Mittler oder Langboh y Wollmatinger Ried. El Seerhein tiene entre 100 y 500 metros de ancho y entre 7 y 25 metros de profundidad. Aproximadamente en la mitad de su curso, hay un ensanchamiento poco profundo y sin nombre, que se parece un poco a un pequeño lago. El Seerhein tiene algunos pequeños arroyos como afluentes, ambos en el lado izquierdo: el Dorfbach, cerca de Gottlieben, y el Grenzbach ("Border Brook") en los límites occidentales de la ciudad de Constanza.
La mayor parte del río, incluida toda la ribera norte y la parte este de la ribera sur, se encuentra en territorio alemán. En los dos kilómetros occidentales, la frontera entre Alemania y Suiza pasa por el medio del río. En el lado suizo, los municipios de Tägerwilen y Gottlieben bordean el río; del lado alemán la ciudad de Constanza y el Landkreis del municipio de Reichenau. La ciudad suiza de Kreuzlingen se considera parte de la aglomeración centrada en Constanza. En la ribera sur, se encuentra el casco antiguo de la ciudad de Constanza y los antiguos pueblos de Paradies; el área densamente poblada entre estos centros se construyó en los siglos XIX y XX. En la parte suiza de la orilla sur se encuentran los pueblos de Gottlieben y de Tägermoos. Tägermoos se encuentra administrativamente en el municipio suizo de Tägerwilen, pero la ciudad de Constanza participa en su administración. En la orilla norte están Petershausen y Stromeyersdorf; ambos ahora distritos de Constanza. En la orilla norte también se encuentra "Zugwiesen", un exclave del municipio de Reichenau.
Los muelles del casco urbano de Constanza se utilizan en ocasiones para el amarre de embarcaciones. La ribera norte ha experimentado una construcción muy activa en los últimos años. Los polígonos industriales fueron demolidos y reemplazados por urbanizaciones, con parques a lo largo del río. El centro de la ciudad «playa del Rin» también se encuentra en la ribera norte. Fuera de la ciudad, las orillas no están mejorados. Hay dos lugares donde está permitido nadar: el Konstanzer Kuhhorn en Tägermoos y la piscina en Tägerwilen. La parte occidental de la orilla norte (conocida como "Wollmatinger Ried") es pantanosa y está cubierta de cañas, y lo mismo ocurre con la orilla suiza al oeste de Gottlieben. Por su tamaño y tranquilidad, esos humedales son de gran importancia ecológica.
Los edificios de más interés histórico en el área de Seerhein son los restos de las fortificaciones de Constanza (torre de la puerta del Rin y torre de la Pólvora), la abadía de Petershausen, el castillo de Gottlieben y las antiguas fábricas en Stromeyersdorf.

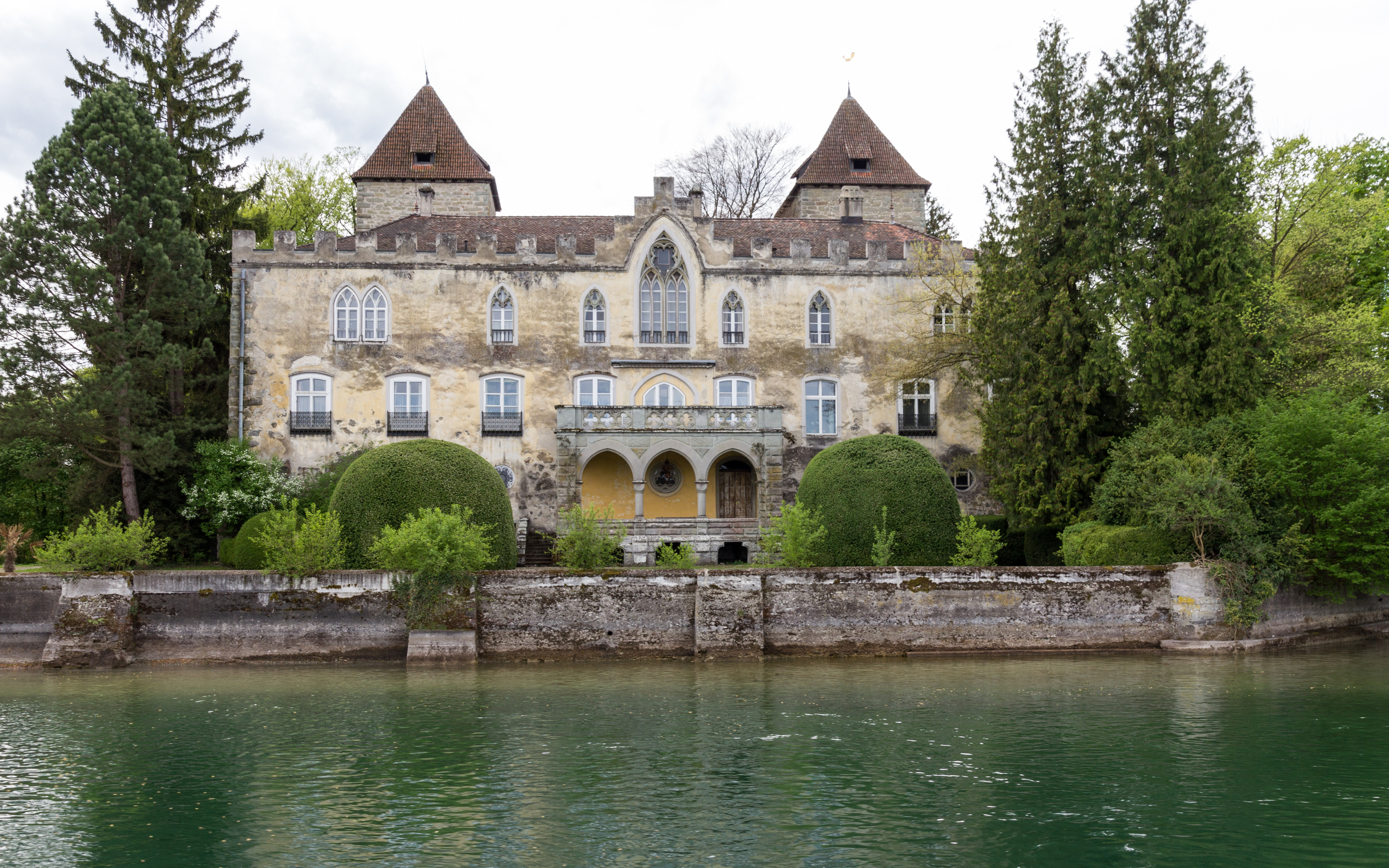
Castillo de Gottlieben
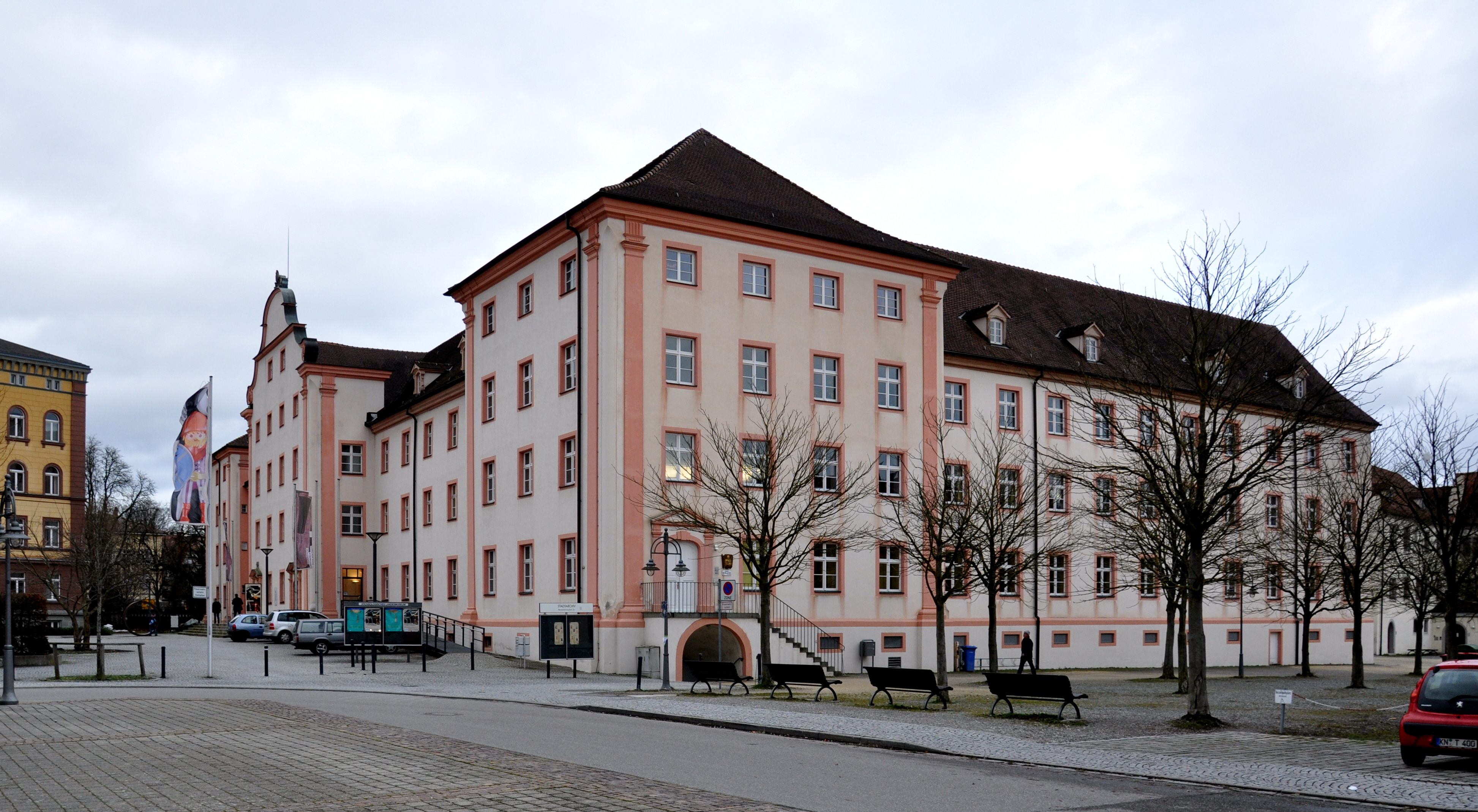
Abadía de Petershausen
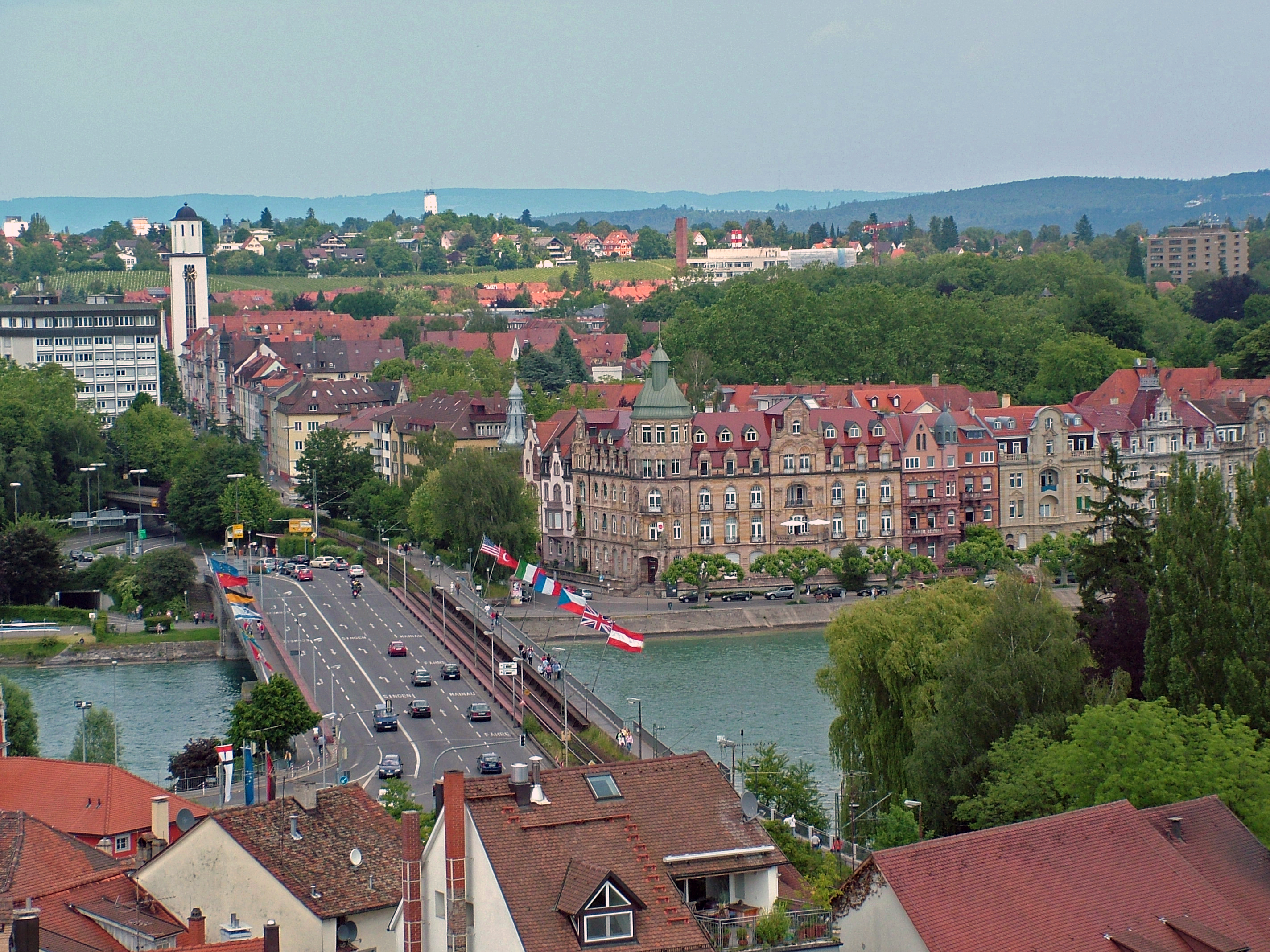
Vista desde la torre de Constance Minster hasta el comienzo del Seerhein Konstanz en el viejo puente sobre el Rin

### Valle del Seerhein
El Seerhein fluye a través de una depresión que se conoce como Seetal ('valle del lago') o Konstanzer Niederung ('Depresión de Constanza'). Este valle limita al sur con  Seerücken ('lago Cresta') y al norte con la región montañosa de Bodanrück.
El nombre Konstanzer Niederung  es una contribución de Benting. Se deriva de su descripción de las región naturalregiones naturales de Alemania, en las que Niederung apareció como una subunidad natural.
Los suizos llaman a la depresión Seetal ('valle Lago'). Este nombre se usa en nombres como Schulzentrum Seetal ('Escuela Seetal'), Pumpwerk Seetal ('Estación de bombeo Seetal'), Seetalstrasse ('calle Seetal'), todos encontrados en Kreuzlingen. En una lista suiza de regiones, Schilter incluyó el Seetal en el Uferlandschaft ('Área de la orilla del río'), que se extiende hasta el Romanshorn.

## Transporte

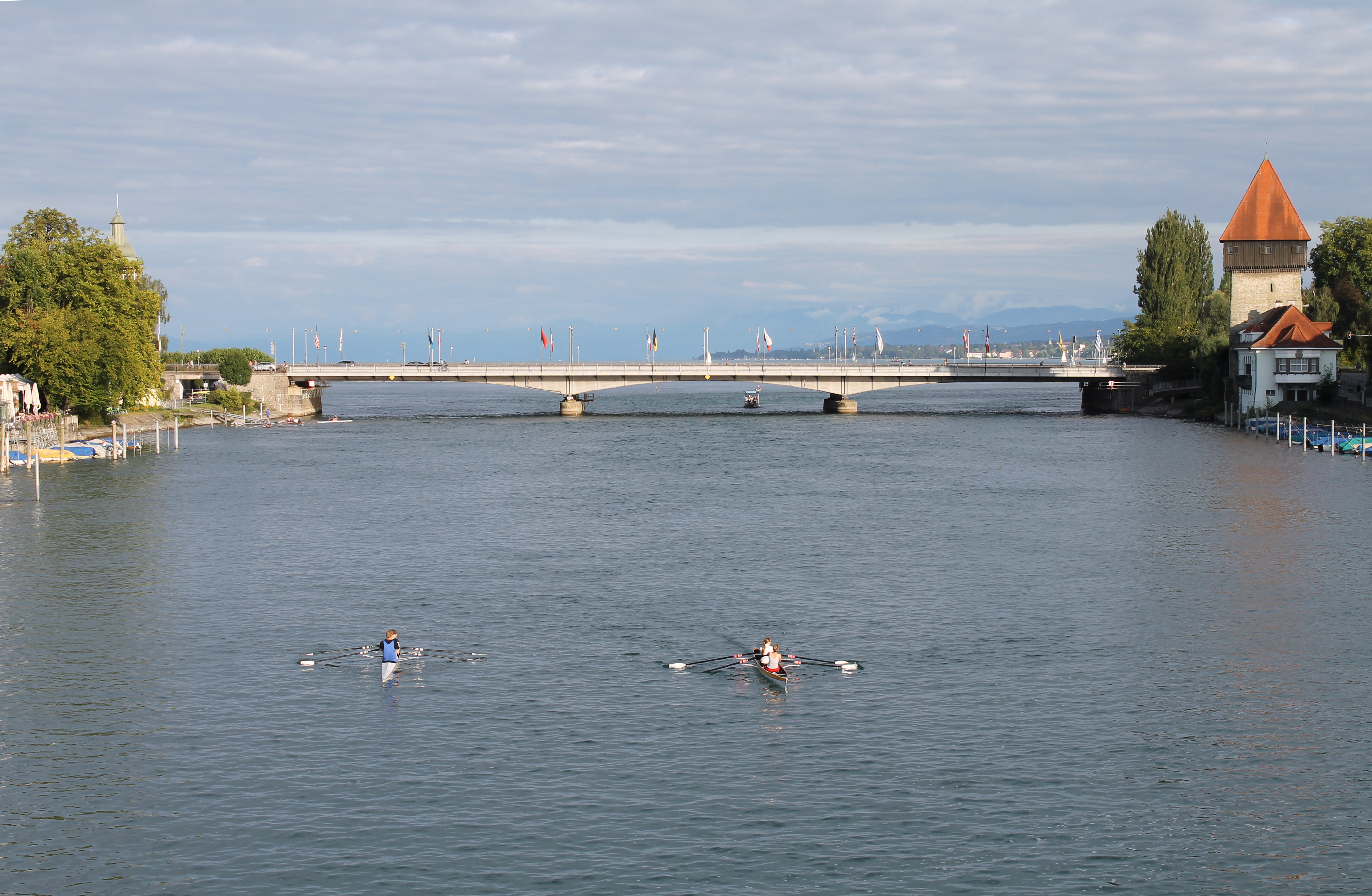
Vista del viejo puente sobre el Rin

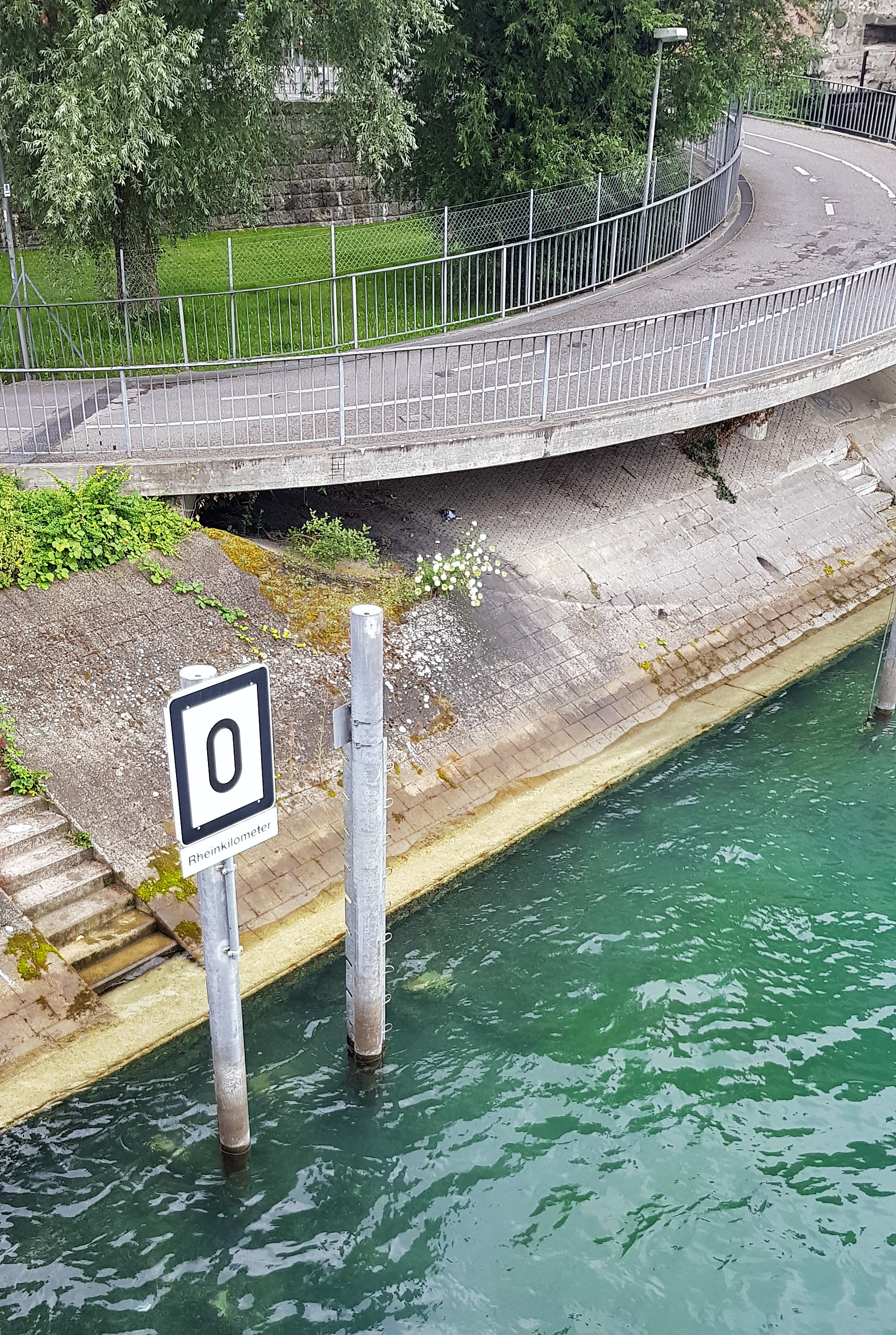
El marcador 0 km, por debajo del puente antiguo

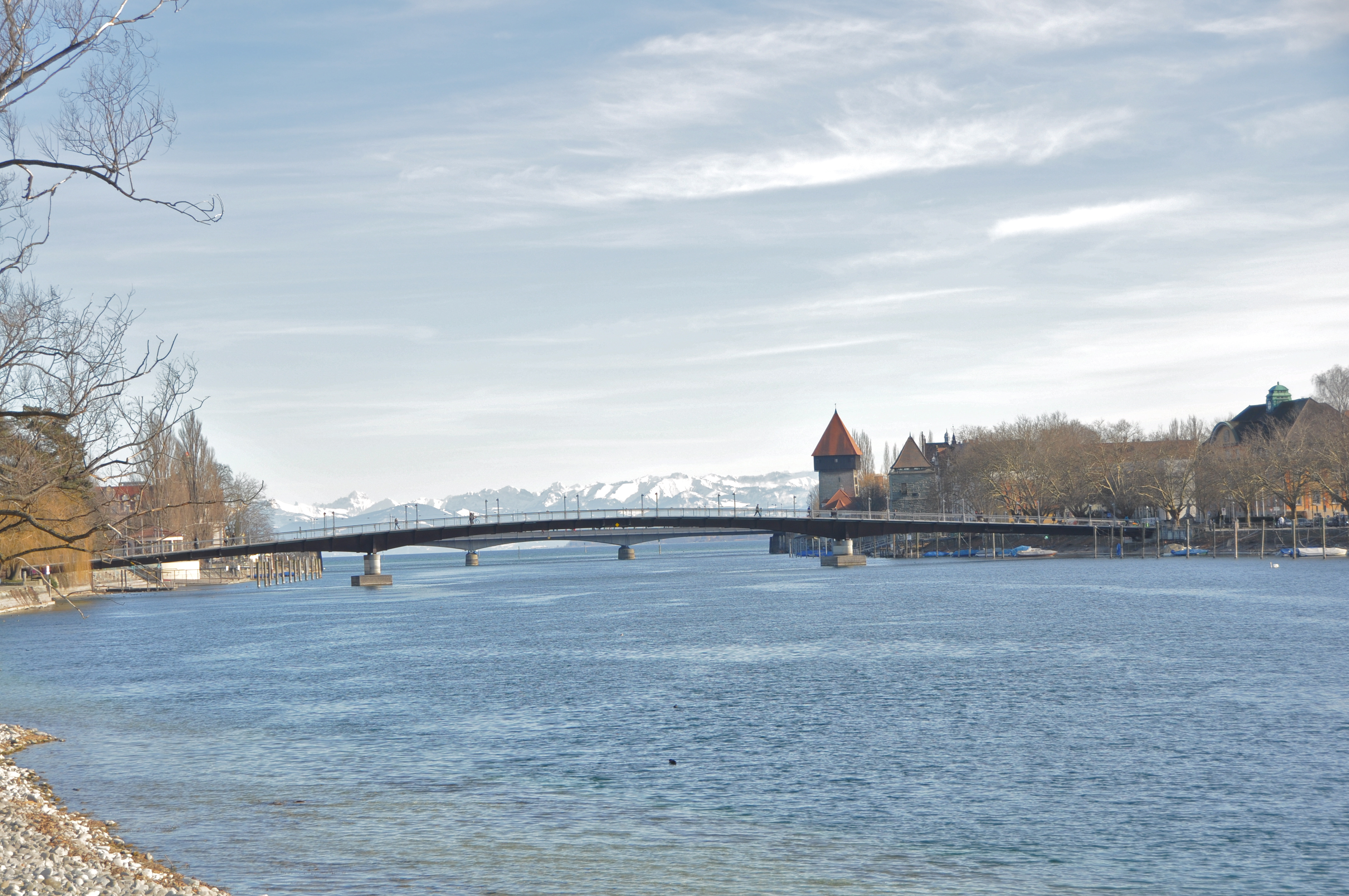
Pasarela peatonal

El Seerhein es navegable y lo utilizan principalmente las embarcaciones de recreo de la «Schweizerischen Schifffahrtsgesellschaft Untersee und Rhein» (Compañía naviera suiza 'Untersee y Rin').
Hay tres puentes que cruzan el Seerhein, todos en la parte superior del río. Más al este está el Viejo Puente del Rin en Constanza, cerca del cuello de botella de la morrena terminal (ver más abajo). El puente actual fue construido en 1957, pero hubo precursores desde la antigüedad tardía. Un poco al oeste, se construyó en 1991 el Seerheinbrücke, un puente para peatones y ciclistas. En el borde occidental de Constanza, el Schänzlebrücke cruza el río. Es parte de la Carretera Federal Alemana 33, que se convierte en la Carretera A7 en la frontera.
Solía haber varios transbordadores, uno al este del actual puente ciclista y otro entre Paradies y Stromeyersdorf. En el siglo XIX, se colocaron marcadores de distancia a lo largo del Rin que comienzan a contar Kilómetros en el puente Viejo de Constanza.

## Desarrollo paleogeográfico

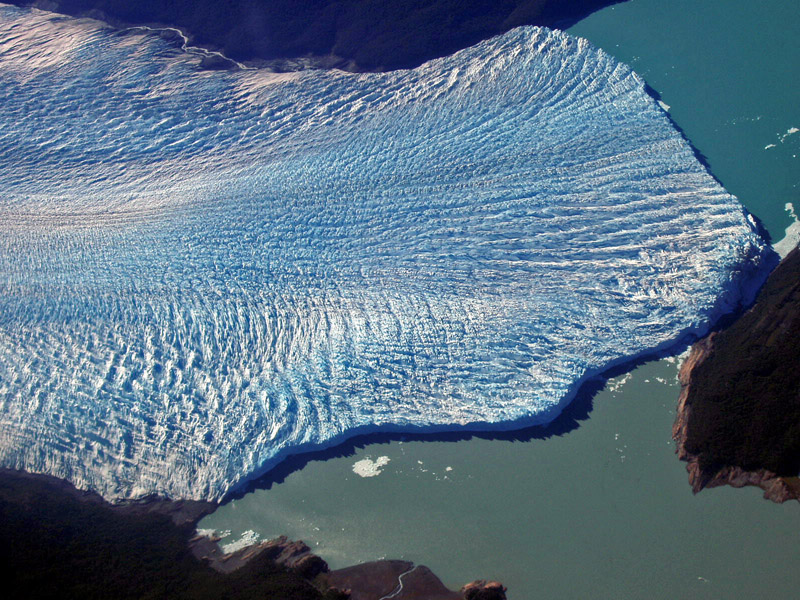
Glaciar con Lago de Hielo (Glaciar Perito Moreno, Argentina)

Todo el paisaje del Seerhein y su entorno se encuentra en la cordillera de la cuenca Molasse, que se formó durante el Mioceno superior hace unos 30 millones de años. En los siguientes 7 millones de años (hasta ahora) la sedimentación superó a la erosión. Durante este período de tiempo, se formó el paisaje actual. Durante el Plioceno y el Pleistoceno, la erosión estuvo dominada por el Aare y el Danubio, más tarde por el Alto Rin. Ríos y glaciares crearon surcos y cuencas.
El desarrollo paleogeográfico del Seerhein está estrechamente relacionado con el del valle por el que fluye. Este valle fue creado por el Alto Rin temprano y el glaciar del Rin y se llenó con diferentes depósitos lacustres. Toda la cuenca del lago se caracteriza por la alternancia de la cuenca ancha, valles cruzados estrechos y paisajes montañosos. Las tierras bajas que rodean el Seerhein son en gran parte el resultado de la sedimentación y es uno de los paisajes de la cuenca; las cadenas montañosas vecinas de Bodanrück y de Seerücken son tierras altas de molasas glaciales.
Un paso decisivo en la formación del área actual del Seerhein y del lago de Constanza tuvo lugar con la desviación del Rin alpino desde el Danubio al Aar durante la edad de hielo de Günz. En la línea lago de Constanza-Seerhein-Alto Rin siguió una importante erosión vertical, mientras que el avance del glaciar del Rin preparó la cuenca del lago de hoy.
El retroceso del glaciar del Rin (al final de la edad de hielo de Würm) se produjo como una serie de fases estacionarias y de fusión, que se dividen convencionalmente en nueve etapas. La etapa 9, la etapa "Constanza", comienza con el borde del hielo parado cerca de Constance. El borde de hielo al este del glaciar estaba a lo largo de una línea desde el lago Überlingen a través del extremo este de Bodanrück, a través de Constanza y Kreuzlingen hasta el extremo norte de Seerücken.
Al principio de la etapa Constanza, se formó un lago proglacial en el área de la actual cuenca de Seerhein y al oeste de la misma. En ese lago se depositaron extensas capas limo calcáreas glacilímnicas. Estas aparecen en la superficie en algunos lugares en el borde del valle. Después de que el lago de hielo desapareciese, se formó una morrena terminal, que luego resultó ser importante para el curso de los asentamientos humanos (ver más abajo). Inicialmente, el agua derretida de la cuenca del lago Überlingen fluía a través del valle de Staringen; más tarde fluyó a través del canal de agua de deshielo de Allmannsdorf en el área de la actual depresión de Seerhein. Siguió un período de derretimiento, en el que todo el hielo en el Konstanzer Trichter y el  Obersee se derritió.
Después del final de la Edad de Hielo de Würm (alrededor del 9650 a. C.), el nivel del agua del lago de Constanza estaba a unos 405 m sobre el nivel actual del mar, o unos 10 metros sobre el nivel actual. En aquel entonces, el valle de Seerhein estaba sumergido y el lago de Constanza era un lago único. La profunda erosión del Rin hizo descender el lago hasta su nivel actual (unos 395 m). El valle de Seerhein se secó; el lago Superior y el Inferior quedaron separados, y el Seerhein surgió como la conexión entre los dos lagos. El curso del actual Seerhein bien puede corresponder a la ubicación de la corriente en los días en que el lago de Constanza era un único lago. La extensión del lago anterior está indicada por los típicos depósitos lacustres; en el valle de Seerhein, dichos depósitos se encuentran en todo el suelo del valle. Estos sedimentos lacustres suelen tener un espesor de 0,2 a 2 metros, cerca del Seerhein hasta 13 metros. En la parte occidental de la depresión actual, el oleaje del lago formó muchas crestas de playa perpendiculares a la dirección principal del viento (suroeste); Las crestas en Wollmatinger Ried todavía están bien conservadas. Además de los elementos principales descritos (morrena de Würm, sedimentos del lago de hielo, depósitos del lago, incluidas las crestas de la playa), se encuentran en la cuenca de Seerhein un talud del Pleistoceno y un abanico aluvial del Holoceno.

## Historia

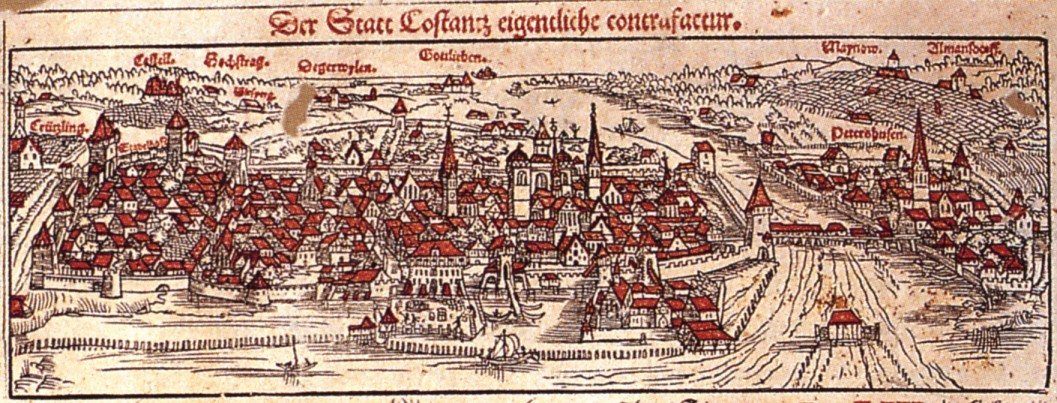
Vista desde el lago de Constanza medieval (xilografía de 1553); el Seerhein está a la derecha

Las morrenas finales en la depresión de Constanza se formaron a lo largo del borde del hielo durante la etapa de Constanza (ver arriba). En la zona del casco antiguo de Constanza se encuentra una morrena rodeada de depósitos lacustres. Sin embargo, la sección de la morrena en Kreuzlingen está rodeada predominantemente por un talud del Pleistoceno. Las secciones de la morrena final se encuentran más al noreste y sureste, en el área de Bodanrück y Seerücken, respectivamente.  Es posible que las secciones de la morrena final que las conecta con la sección de Constanza se hayan erosionado o que nunca hayan existido debido al movimiento del agua durante la etapa de Constanza.
Originalmente, la mayor parte del suelo de la cuenca era pantanoso o incluso bastante húmedo. Las morrenas, sin embargo, eran aptas para el asentamiento humano. La morrena de Constanza ha sido la ubicación de varios asentamientos prehistóricos e históricos tempranos, entre ellos un predecesor romano de Constanza. Gran parte del casco antiguo actual de Constanza se encuentra en la morrena terminal, y la dirección norte-sur del casco antiguo se debe a la dirección de la morrena. Por contrato, Stadelhofen, la ciudad más al sur del área de Constanza, se construyó sobre el antiguo lecho del lago. En Kreuzlingen, la morrena se extiende a lo largo de la Hauptstrasse (calle principal, aproximadamente desde la frontera hasta la intersección con la Remisbergstrasse. Tanto las ubicaciones antigua y nueva del monasterio de Kreuzlingen se encuentran en la zona de la morrena.
En el contexto del lago de Constanza en dos partes, el Seerhein presentaba un punto adecuado para construir un puente o un ferry y fundar una ciudad portuaria. El mejor lugar para cruzar el río era probablemente el cuello de botella de la morrena terminal al comienzo del Seerhein. Céltica, romana y alamana, la diócesis de Constanza y la ciudad libre imperial de Constanza intentaron utilizar esa posición estratégica.
En el mundo antiguo, el Seerhein marcó el límite norte del Imperio romano durante un tiempo. A principios de la Edad Media, era el límite entre las áreas legislativas de Thurgau y Hegau y el límite norte de la ciudad de Constanza. Petershausen, en la orilla norte frente a Constanza, se fundó en 983 y luego se convirtió en un suburbio, antes de que la ciudad lo anexionara. El monasterio fue fundado en la orilla opuesta del Serhien, por analogía con la basílica de San Pedro en Roma, y fue construido en el "otro" lado del Tíber.
Durante la Edad Media, la orilla del río estaba fortificada por una muralla de la ciudad con varias torres, que se construyó parcialmente sobre el río. Estaba conectada a la orilla norte por un puente de piedra. Había un molino de granos en el puente, impulsado por el río. Las orillas del norte no se mejoraron, hasta que el área se desarrolló para usos industriales en el siglo XIX.

## El milagro del agua de Constanza

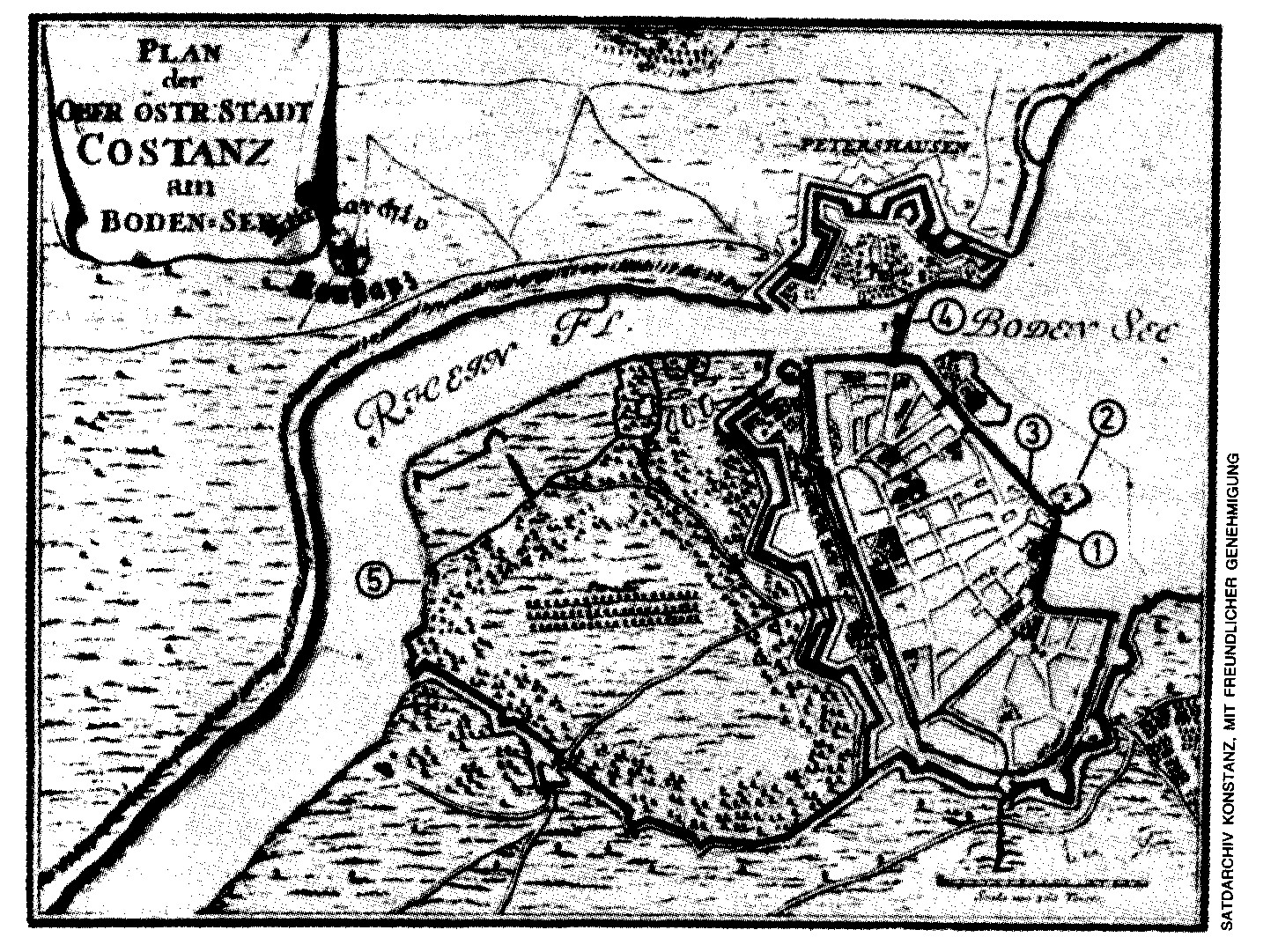
Mapa del Seerhein con observatorios de "water miracle"

El 23 de febrero de 1549 se informó de que había ocurrido el "milagro del agua de Constanza": el Seerhein subió y cayó durante varias horas a intervalos de aproximadamente un cuarto de hora, más de medio metro. Los pescadores del lago Inferior informaron que el agua del Rin parecía fluir hacia atrás. Hoy, este evento se puede explicar científicamente: ciertas condiciones de viento inducen olas a la frecuencia natural del lago superior e inferior. Eso crea un seiche, es decir, una onda estacionaria, en la que todo el lago resuena en su frecuencia natural. Da la casualidad de que Constanza está cerca de un antinodo en esta onda, lo que hace que el efecto sea especialmente visible.